# International Bitterness Units
International Bitterness Units (IBU) – międzynarodowa jednostka goryczy piwa wprowadzona przez European Brewery Convention. Pomiary IBU są wyznaczane przy pomocy chromatografii cieczowej (ang. high-performance liquid chromatography, HPLC). 1 IBU odpowiada zawartości 1 mg izo-alfa kwasów pochodzących z chmielu w 1 litrze piwa. Sensoryczne wrażenie goryczy w piwie zależy głównie od poziomu IBU oraz ekstraktu brzeczki podstawowej. Ta sama ilość IBU w piwie lekkim daje wrażenie większej goryczy niż w piwie o większej zawartości ekstraktu.